# Police royale malaisienne

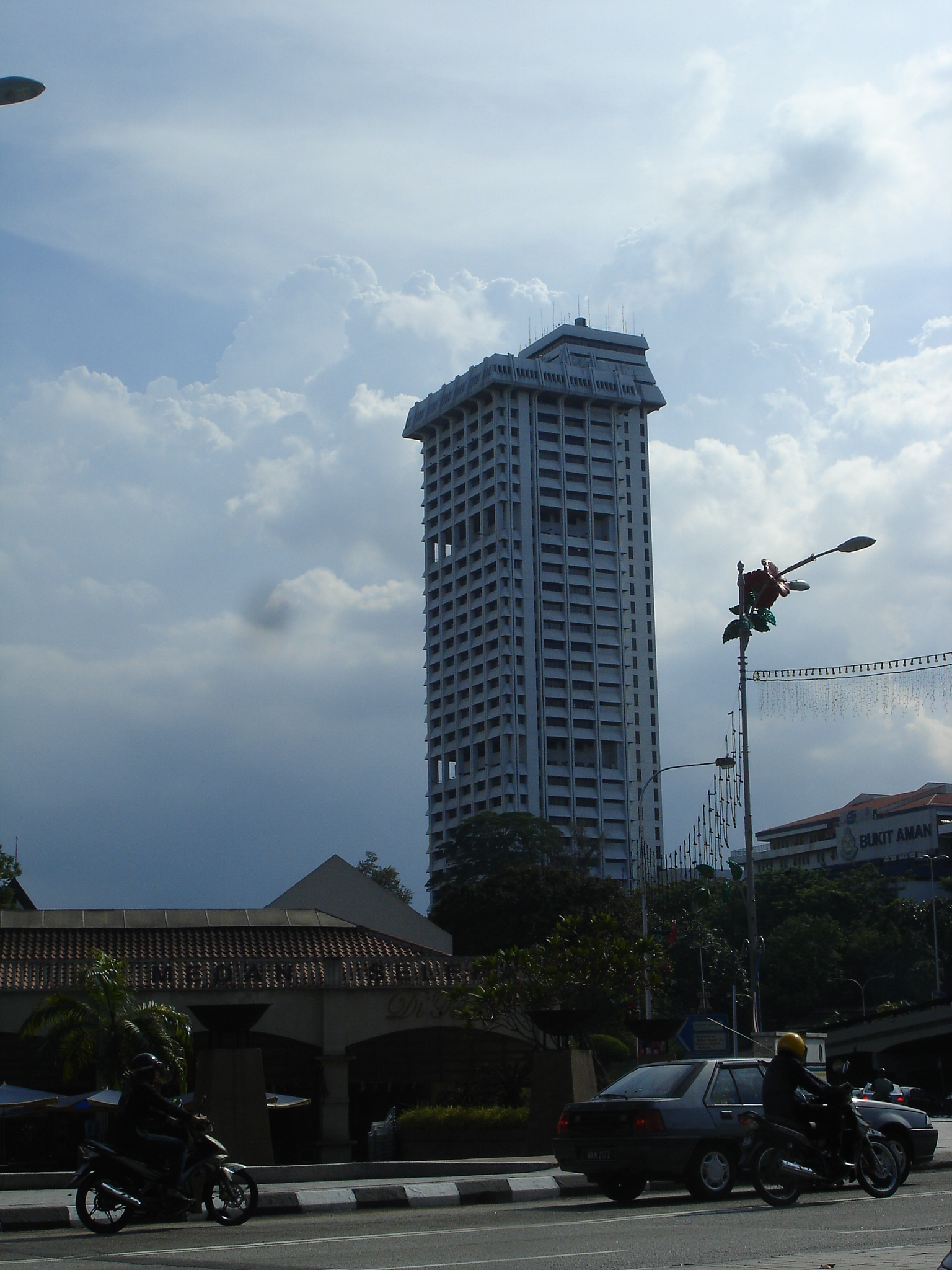
Siège de la police à Bukit Aman, Kuala Lumpur.

La police royale malaisienne (en malais : Polis Diraja Malaysia) (PDRM), est une branche des forces de sécurité de la Malaisie. Cette organisation centralisée a plusieurs rôles, qui vont de la régulation du trafic routier au contre-espionnage. Son quartier général est situé à Bukit Aman à Kuala Lumpur. Cette police est dirigée par un inspecteur-général (IGP).
Dans ses fonctions quotidiennes, la PDRM est assistée par des agents supplémentaires, des volontaires de la police, de la police de réserve, des auxiliaires, des cadets, et des fonctionnaires. L'association des anciens de la police et de l'armée de la Malasie est la plus importante association d'anciens policiers et militaires.
La PDRM coopère avec les polices de tous les pays, particulièrement avec celles des quatre voisins les plus proches, la police nationale indonésienne, la police royale thaïlandaise, la police royale de Brunei et la police de la république de Singapour.
La PDRM a été reconnue comme ayant dépassé en 2005 et en 2006 les normes internationales de résolution des cas criminels (20 %), avec un résultat de 36,89 %.

## Histoire

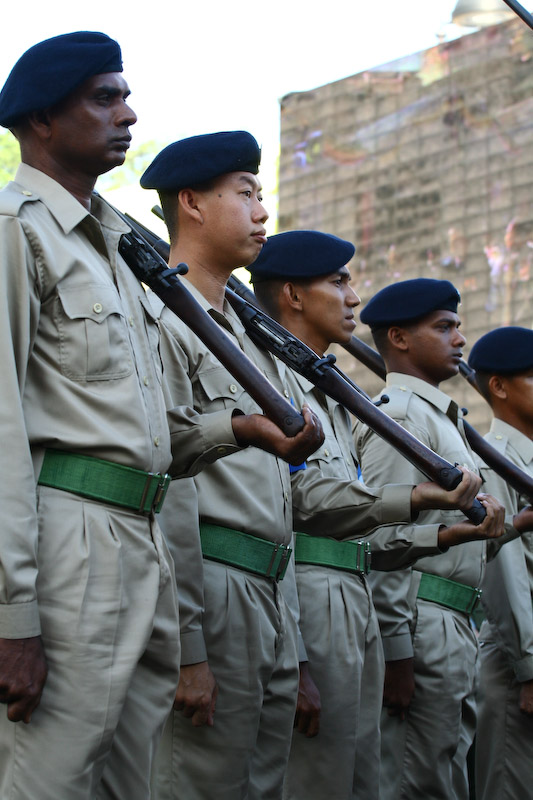
Les agents spéciaux de la police pendant la Parade du jour de l'indépendance malaisienne.

La police malaisienne existe depuis la conquête de Malacca par la marine Portugaise le 10 août 1511, après laquelle l'institution du Temenggung, c'est-à-dire des « Guerriers royaux », a été supprimée.
Les devoirs policiers sont tenus par les soldats portugais. Vers 1511, Malacca devient une société cosmopolite. Les Portugais mettent en place l'administration « Kapitan ». Le 14 janvier 1641, la domination portugaise prend fin avec la conquête de Malacca par les Néerlandais soutenus par plusieurs soldats du Johor ; les Portugais étaient alors en guerre avec la province d'Aceh. Les Néerlandais gouvernent Malacca en utilisant le système militaire « Kapitan » mis en place par les Portugais. Des policiers connus sous le nom de « Burgher Guards » ont été recrutés, l'augmentation du nombre d'immigrés européens rendant nécessaire la mise sur pied de forces de police. Les officiers des Burgher Guards sont essentiellement des Néerlandais résidant à Malacca. Leurs subordonnés sont des autochtones. Responsables au Conseil de Justice, ses membres sont choisis parmi les Néerlandais dans Malacca. D'autres policiers sont nommés par les hauts responsables de Malacca mais toujours sous commandement néerlandais.

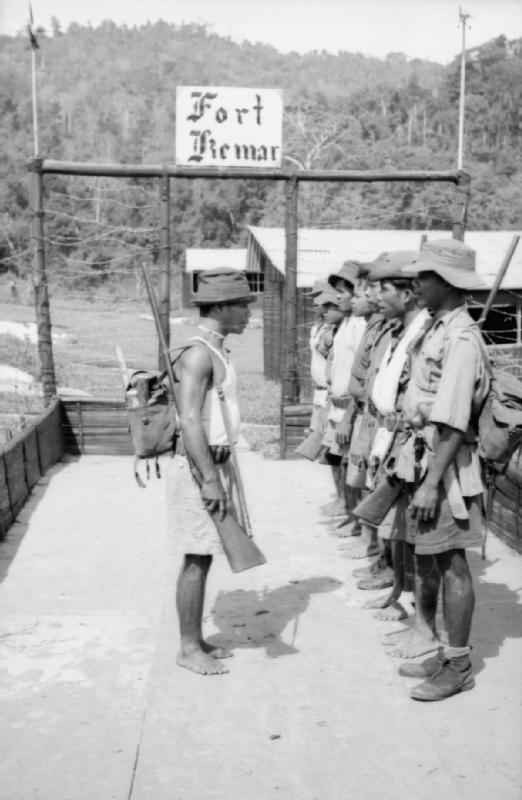
Supplétifs de la Senoi Praaq, issus de la population aborigène des Senoi et chargés de la lutte contre la guérilla communiste (photo prise en 1953)

L'organisation moderne de la police malaisienne date du 25 mars 1807 lors de la signature de la Charte de Justice à Penang. La plupart des officiers étaient alors d'origine britannique. Plus tard cette organisation fut développée dans les Établissements des détroits et à d'autres États malais, principalement les États malais fédérés. En ce temps-là, l'organisation de la police est limitée à leurs États respectifs. Ce n'est qu'après la Seconde Guerre mondiale qu'une organisation simple et centralisée de la police a été établie et connue comme la Civil Affairs Police Force (CAPF). Cette organisation a été créée en Malaisie pour exécuter des fonctions de police et fut d'abord dirigée par H.B. Longworthy. Les colonies Britanniques durent prendre en main la gestion des forces de police après que l'anarchie se fut répandue dans le pays à travers les idées japonaises. La rébellion du Parti communiste fut un des problèmes auquel les policiers durent faire face. Lors des confrontations entre la Malaisie et l'Indonésie de 1963 à 1965, la police ainsi que les forces militaires luttèrent contre les infiltrations des forces indonésiennes dans les États du Johor et Sabah.
Presque un an après le jour de l'indépendance, à savoir le 24 juillet 1958, Tunku Abdul Rahman accorde le titre « Royal » à la Police Malaisienne. En 1963, la fusion des trois polices est à l'origine de la Police Royale Malaisienne.

## Insignes

Symbole de la police

Le drapeau et l'insigne de la Police malaisienne Royale ont un fond bleu symbolisant la population malaisienne. Au centre du drapeau se trouve le symbole de la Police Royale Malaisienne en argent ou blanc. Ce symbole de la police comprend un kriss et une machette qui se croisent. On peut voir au-dessus de ce symbole une tête de tigre entourée par une fleur de paddy, surplombant un rouleau où est inscrit Polis Diraja Malaysia. Les caractères arabes se situant dans la couronne signifient respectivement Allah à droite et Mahomet à gauche.

### Lune et étoile
La lune et l'étoile symbolisent l'islam, la religion officielle de ce pays.

### Kriss et épée Ilang
Le kriss est un symbole important de la culture malaise. C’est l'arme qu’utilisaient les guerriers malais dans le passé. La traditionnelle machette, Ilang ou Klewang, symbolise les États de Sarawak et Sabah, à l’est de la Malaisie et l’esprit héroïque des nombreuses tribus que sont par exemple les Dayak, les Dusun, les Bajau et les Kadazans.

### Tête de tigre
La tête de tigre symbolise le courage, la force et l’esprit de la PDRM. Auparavant, du 16 septembre 1963 (après la formation de la Malaisie) jusqu’au 15 mai 1994, la PDRM utilisait une tête de lion, symbole de courage. Elle est depuis remplacée par la tête de tigre sur ordre du gouvernement malaisien.

### Fleur de Paddy
La fleur de paddy fait référence au paddy et au riz, aliments de base des Malaisiens qui sont des symboles de la prospérité nationale.

### Devise
La devise de la PDRM reflète l’esprit d‘équipe et la détermination.

### Sang Saka Biru
Le drapeau de la PDRM est appelé Bleu Perpétuel ou Sang Saka Biru. Chaque couleur a sa propre signification et le drapeau symbolise la fierté et l’intégrité.

## Organisations de la PDRM
À part 2 départements impliqués dans l'administration, à savoir le Département d'Administration et le Département de Logistique, la PDRM a 5 départements engagés dans la lutte contre le crime : la Division d’Investigation Criminelle, la Division Criminelle d’Investigation des Narcotiques, le Département de Sécurité Intérieur et de l'Ordre Public (KDN / KA), la Branche Spéciale et le Département d'Enquête sur les Crimes Commerciaux. Chacun de ces départements sont dirigés par des directeurs ayant pour grade Commissionnaire de police (Équivalent de l’armée à des Généraux Trois Étoiles ou des Lieutenants Généraux).

### Département de gestion
Le département de gestion est appelé, avec la routine, Affaires administratives et de direction du PDRM. Ce département est aussi le centre névralgique de la PDRM et agit comme la plateforme des services d'appui pour le reste de la force.
Fonction
- Le Service / La Désignation 
  - Il inclut : le Recrutement, le Service des Enregistrements de l'Administration, les Confirmations, les Promotions, les Transferts, les Salaires et les Allocations et les Retraites.
- L'Administration Générale et la Politique Publique
  - Elle inclut : l'Administration Générale, la Recherche et le Développement, des Affaires Civiles, l’Assistance sociale, le Sport et PERKEP (Persatuan Keluarga Polis ou l'Association des Familles de la Police, des activités généralement sociales pour les familles des policiers)
- La Formation
  - Elle inclut : les Cours de Base, le Cours de Développement, Complément d’Études et Cours de Réadaptation
- La Discipline 
  - Elle inclut : le contrôle des Termes de Référence / le filtrage, les enquêtes / l’action / le conseil.

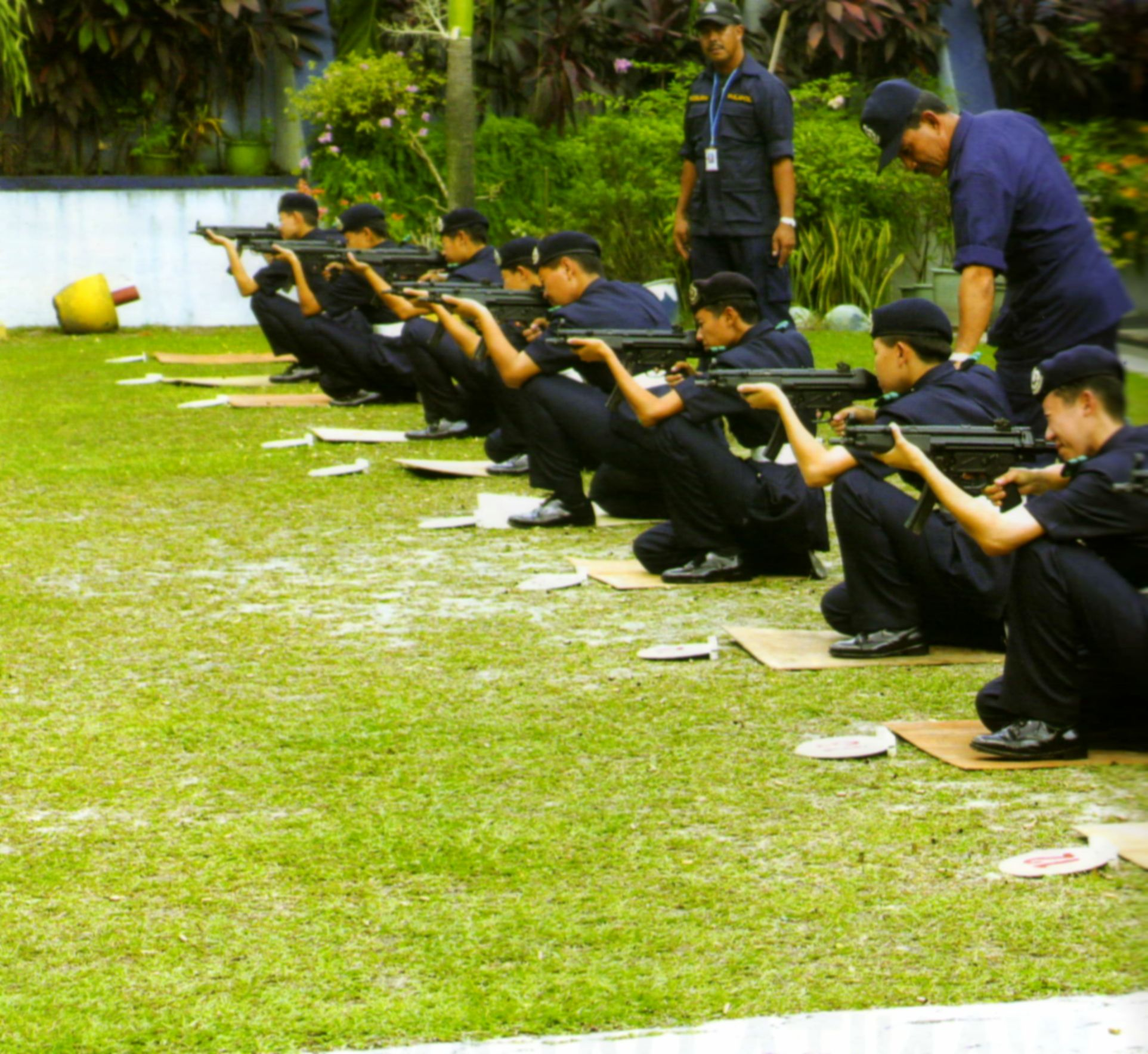
Les recrues de la Police Royale Malaisienne encadrées par les officiers de police lors de l'entrainement au tir avec une mitraillette HK MP5 à PULAPOL Kuala Lumpur, Malaisie.

Branche
- Administrations
- Assistance Sociale
- Formation
- Recherche et Développement
- Services / Désignation
- Affaires publiques
- Relations publiques
- Consommation
- Cérémonies
- Commandant de camp
- Le Conseil Sportif de la PDRM

### Département de la logistique
Le Département de la logistique a pour rôle de fournir plusieurs équipements nécessaires à la PDRM.
Fonctions

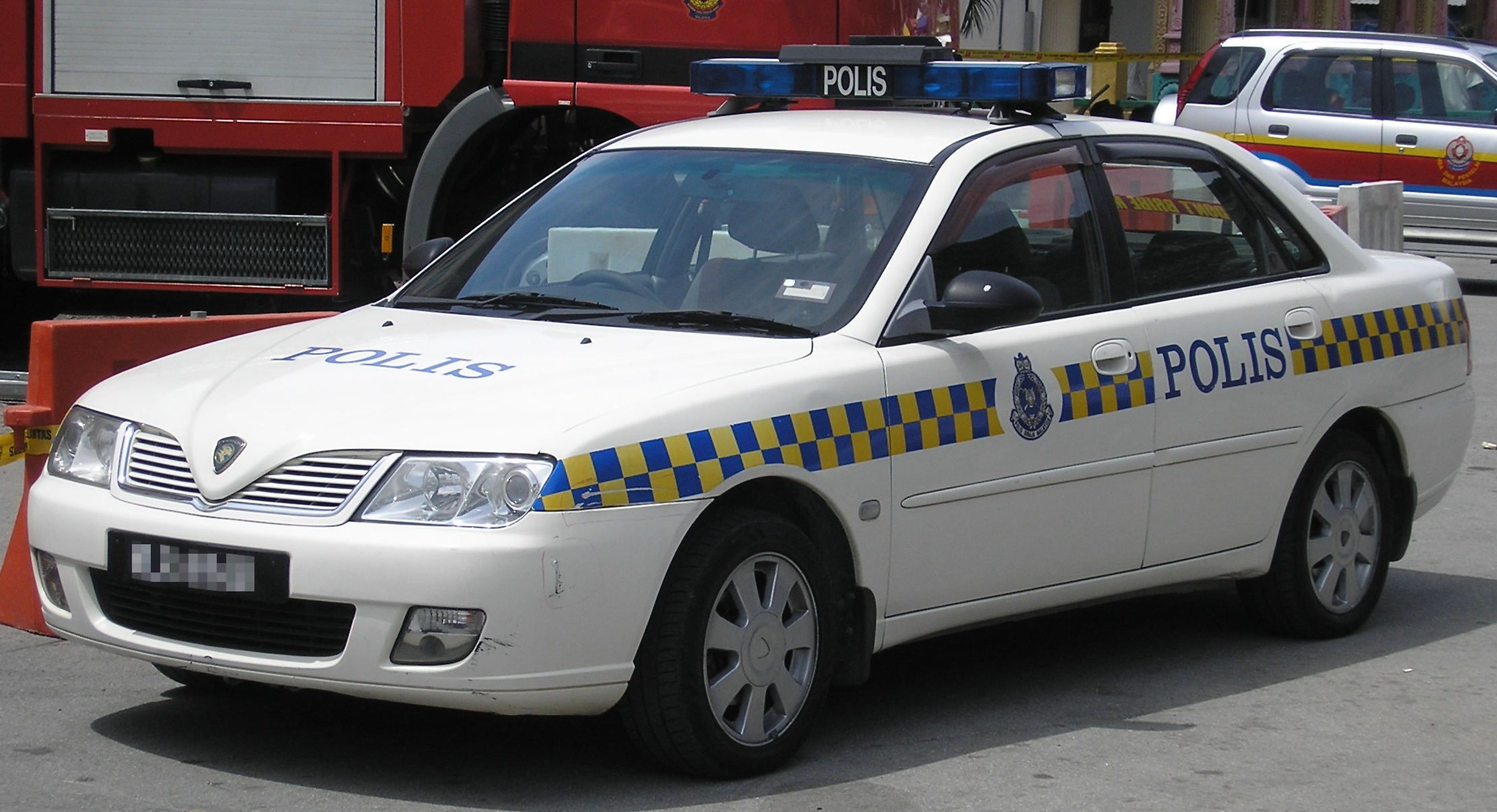
Véhicule de Police dans les grottes de Batu, Selangor.

1. Exploiter le budget d'exploitation et le développement de la PDRM
2. Planifier, gérer, exploiter et maintenir la communication, la technologie de l'information, le transport et les armes
3. Gérer des projets et entretenir les bâtiments et les propriétés
4. Gérer le chiffre d'affaires et les provisions d'équipements généraux / la technologie de la PDRM
5. Gérer les actifs de la PDRM

Branches
1. la Branche de Naziran / Administration
2. la Branche des Communications
3. la Branche des Technologies de l'information
4. la Branche des transports
5. la branche des finances
6. Chiffre d'affaires Technique
7. la Branche des Armes
8. Chiffre d'affaires Général
9. Part de la construction
10. la Disposition / la Réserve / la Vérification / la Perte sèche

### Division d'Enquêtes criminelles
Ce département s’occupe de l’enquête, l'arrestation et l’accusation de crimes durs (meurtre, vol, viol…) et de petits crimes (vol, cambriolage…). Ce département est également spécialisé dans le jeu, le vice et les sociétés secrètes (triades).
Fonctions
1. Enquêter et fonctions des détectives
2. Arrêter et poursuivre les contrevenants
3. Faire appliquer les lois liées au jeu d'argent, le péché et à la triade

Branches
- D1 - La Division Administrative
- D2 - L'Enregistrement de Casier judiciaire
- D3 - Les Affaires internes
- D4 - Les Statistiques
- D5 - L'accusation / la Loi
- D6 - La Division de l'Assistance Technique
- D7 - La Triade / le Jeu / le Péché
- D8 - L'Investigaton / la Planification
- D9 - La Division des Enquêtes Spéciales
- D10 - La Division médico-légale
- D11 - La Division des Enquêtes Sexuelles
- D12 - La Division des bureaux Interpol

La Division d'Enquêtes criminelles est dirigée par un Commissionnaire de La police (le PC).

### Division d'Investigation Criminelle des Stupéfiants
La fonction de ce Département est de lutter contre les stupéfiants en mettant en application la loi pour arrêter et réduire l'offre et la demande de stupéfiants.
Fonctions
1. Mettre en application les lois sur l'abus de drogues et le trafic de drogues
2. Recueillir, étudier, évaluer et diffuser les informations sur les drogues
3. Enquêter sur l'activité des distributeurs et les réseaux impliqués dans le trafic de drogues
4. Combattre toute personne impliquée dans le trafic de drogues, chimistes permettant de recueillir la substance active compris
5. La mise en place des programmes de prévention de la toxicomanie
6. L'échange de renseignements avec les agences nationales et internationales
7. Enregistrer et faire des statistiques sur la distribution de drogues et autres activités liées à la drogue
8. Surveiller l'activité des anciens contrevenants ou des anciens membres qui étaient impliqués dans le trafic de drogue
9. Former les officiers membres du Département des narcotiques localement ou à l'étranger
10. Assister aux réunions, séminaires concernant les drogues au niveau local ou international

Branches
1. Divisions Spéciales d'Investigation
2. Coordinateur / relations internationales
3. Division Administrative
4. Division de la Détention
5. Fouille
6. Interrogatoire
7. Expert / Assistance Technique
8. Rapports / Statistique
9. Enregistrement
10. Division de Logistique
11. Personnel d'Aéroport

La Division d'Investigation Criminelle des Stupéfiants est dirigée par un Commissionnaire de Police (PC).

### Département de Sécurité Intérieure et Ordre Public
Généralement, ce département a pour rôle de s'assurer de la sécurité publique et de la tranquillité des administrés. Ce département inclut sebahagain grand de l'opération PDRM de la circulation de contrôle pour fouiller et sauver l'opération.
Ce département coopère aussi complètement avec des agences autres. Par exemple avec les Forces armées malaisiennes et l'Armée / la Marine coopèrent et font des patrouilles maritimes pour prévenir les activités de piratage et l'invasion les frontières nationales. Sauf cela, le design aide aussi à Transporter le Ministère et le Ministère d'Entreprises Public dans la mise en vigueur d'acte de La circulation.
Les branches principales sous ce département sont :

#### Général Operations Force

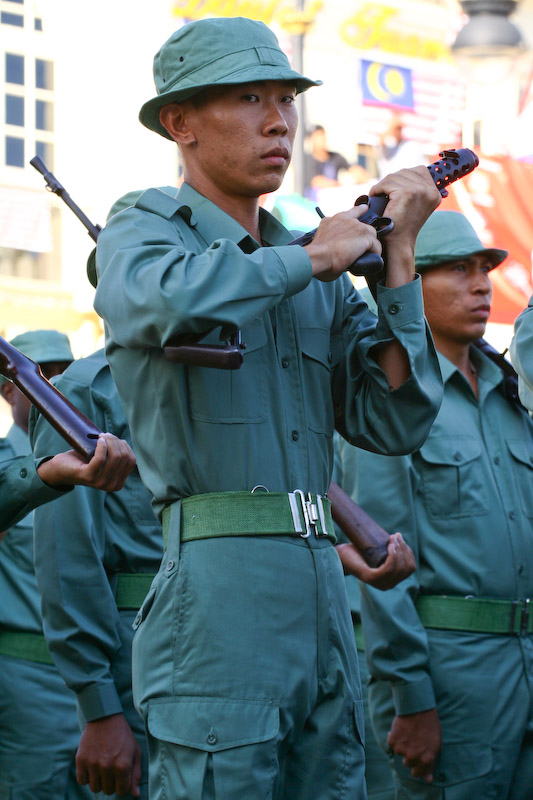
L'Escadron de la police de la Jungle pendant la parade. Auparavant il était appelé Force paramilitaire de terrain, il est une force d'opérations générales. Il a été impliqué dans les opérations contre le terrorisme communiste indonésien et l'activité de guérilla durant les conflits entre la Malaisie et l'Indonésie.

La Force de Police de Terrain (PFF) est organisée en bataillons, était une des unités paramilitaires de la Police Royale Malaise. La force, aussi connue en tant que Jungle Squad (Pasukan Polis Hutan (PPH) en malais) opérait aux abords de la jungle contre toute forme d’insurrection durant l’urgence Malais, les confrontations Indonésie-Malaisie et les insurrections Communistes postérieures de guérillero le long de la frontière malaise-thaïe et dans les jungles de Sabah et Sarawak. Quand le Parti communiste Malais (MCP) et l'Organisation Communiste Clandestine (CCO) ont finalement renoncé à la lutte armée en 1989 et 1990, la PFF a perdu son rôle. Elle a été réorganisée comme la Force des Opérations Générales (GOF). La GOF a 19 bataillons et le 19e est un Bataillon Spécial appelé pour fournir la sécurité aux VIP.
Quand il fut établi en 1948, le PFF avait 19 bataillons dont deux bataillons étaient composés d’indigènes. Ces bataillons sont connus sous le nom de bataillons Senoi Praaq. Un bataillon était un Bataillon Spécial de Sécurité.
Les policiers chinois de la Jungle Squad ou actuellement de la Force Générale des Opérations sont équipés de la mitraillette de Sterling L2A3. Les 19 bataillons sont organisés en cinq équipes, chacune dirigée par un Commissaire de police. La brigade du Nord et celle de Sabah ont chacune 4 bataillons, la Brigade Centrale : 5 bataillons et la Brigade du Sud-Est et celle de Sarawak : 3 bataillons chacun.
Tout a commencé en 1948, quand le Parti communiste Malais a assassiné trois fermiers européens à Sungai Siput, Perak et a aussi assassiné les trois dirigeants de Kuomintang (l’aile droite du Parti communiste chinois). Sir Edouard Gent a déclaré l’état d'urgence le 7 juillet 1948 dans toutes les Fédérations de la Malaisie, à commencer avec Perak le 16 juin 1948 et Johore le 19 juin 1948. Pour traiter avec la rébellion et pourchasser les terroristes Communistes dans la jungle, une équipe de militaires, l'équipe postée fut formée en 1948 et elle a pris le nom de Flying Squad puis renommée Jungle Squad, avec pour principale mission de combattre les Communistes.
La première unité de la Jungle Squad a été établie à Sik, Kedah en 1949. Les centres de formation ont été ouverts à Sungai Buluh, Selangor et à Dusun Tua, Hulu Langat, Selangor connu comme le Centre de formation Spécial des Forces terrestres (Field Force Special Training Centre -SLPPH). En 1964, le SLPPH a été transféré à Kroh, Perak à Kentonmen, Ulu Kinta, Perak. Après le changement de nom de la Force d'Opérations Générale ou Pasukan Gerakan Arm en 1997, le SLPPH est connu en tant que Sekolah Latihan Pasukan Gerakan Arm (le Centre de formation de Force d'Opérations Générales, SLPGA).
Jusqu'ici, il y a deux bataillons Senoi Praaq spécialisés dans la recherche et le sauvetage des opérations. Après que la VAT 69 eut été absorbée dans Pasukan Gerakan Khas, avec la force de police antiterroriste et l'Unité d'Action Spéciale (UTK - l'Unité Tindakan Khas), un peloton spécial du PGA, le Peloton de Tigre fut créé.

#### Unités de Contre-terrorisme de La police
Quand les menaces de terrorisme global augmentent, à la suite des attentats du 11 septembre 2001 aux États-Unis, suivies de plusieurs séries de bombardements sur Bali et Jakarta, en Indonésie ainsi qu'en Malaisie, le RMP a formé 2 corps antiterroristes. Ces 2 forces d'élites sont le Pasukan Gerakan Khas et Unité Gempur Marin (UNGERIN).
Pasukan Gerakan Khas

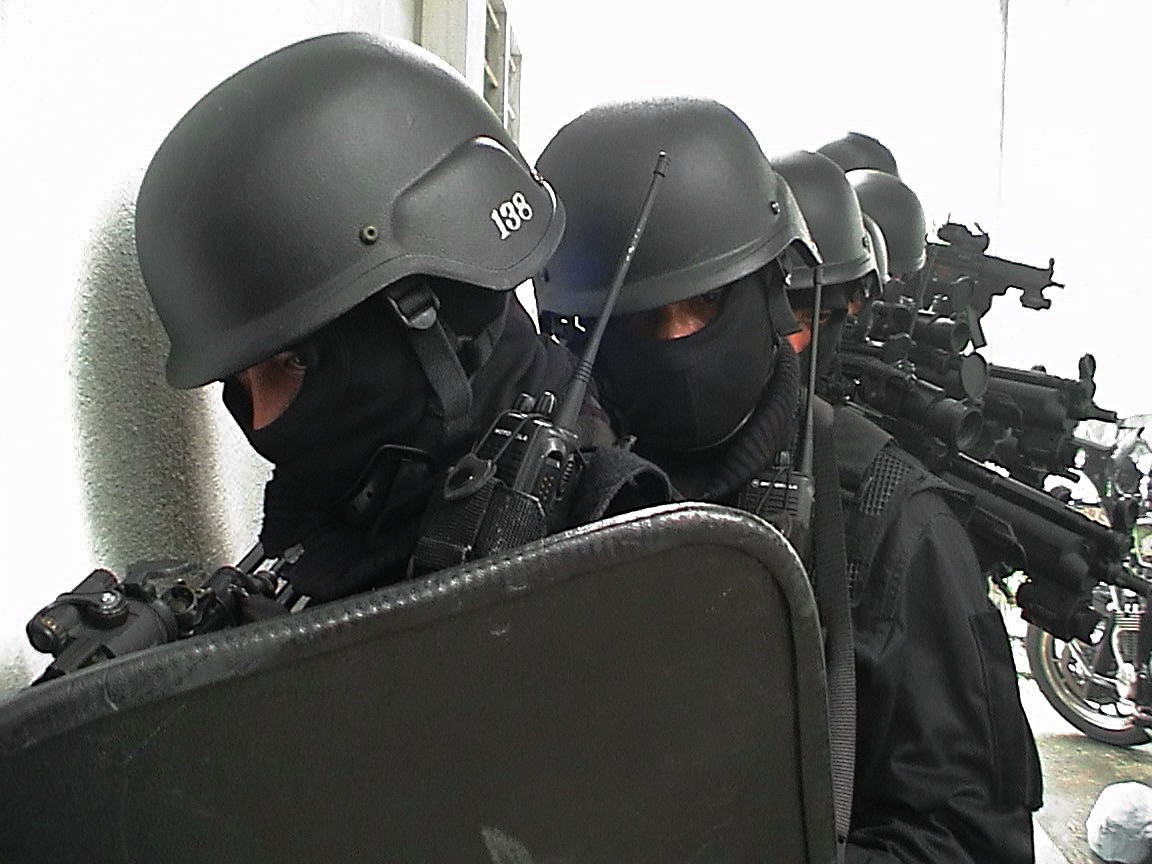
Surveiller la force contre-terroriste Pasukan Gerakan Khas pendant les Quarts Proches Combat l'exercice à tuer de maison dans Bukit Aman, Kuala Lumpur.

Pasukan Gerakan Khas est une force d’élite majeure de la Police malaise Royale, composée de VTA 69 et de l'Unité d'Actions Spéciales (UTK). Cette équipe a d'abord fusionnée en 1997 et est connue comme les Bérets bordeaux. Cependant, cette intégration n'a pas duré, en 2003 il y a eu séparation. La VTA 69 prit alors des Bérets Bruns Sablonneux, en l’honneur de la 22e Special Air Service(SAS). Cependant, les deux unités servent sous Pasukan Gerakan Khas et sous le commandement d'un Senior Assistant Commissioner II.
Cette équipe spéciale de police antiterroriste est aussi impliquée dans quelques opérations en Malaisie, y compris les opérations militaires avec le 22e Régiment de Commando malais Grup Gerak Khas contre l'organisation Al-Ma'unah formée dans Bukit Jenalik, Sauk, Perak. Cette équipe a aussi servi sous les Nations unies au Timor oriental et dans la recherche et l'opération de secours de 700 officiers et membres de la Police nationale indonésienne BRIMOB (lbrigade mobile) qui s'est perdue et a été prise au piège pendant le tsunami dans la province indonésienne de Aceh, fin 2005. Cette équipe a aussi coopéré avec la Division d'Enquête criminelle contre les crimes dangereux, ainsi, le PGK a avec succès traqué le tristement célèbre (le célèbre) ' Gang M16 ' qui comprenait plusieurs criminels ethniques chinois, dont le chef du groupe ex-militaire de Singapour et chef du Gang 13 (Mat Komando), comme d'autres opérations. Le slogan de la VAT 69 est WARISAN DARAH PERWIRA (En français : LE SANG DU HÉROS), tandis que pour l'UTK c'est TANGKAS BANTERAS GANAS (ce qui signifie : LE PROFESSIONNALISME TUE LE TERRORISME).
Unité Gempur Marin

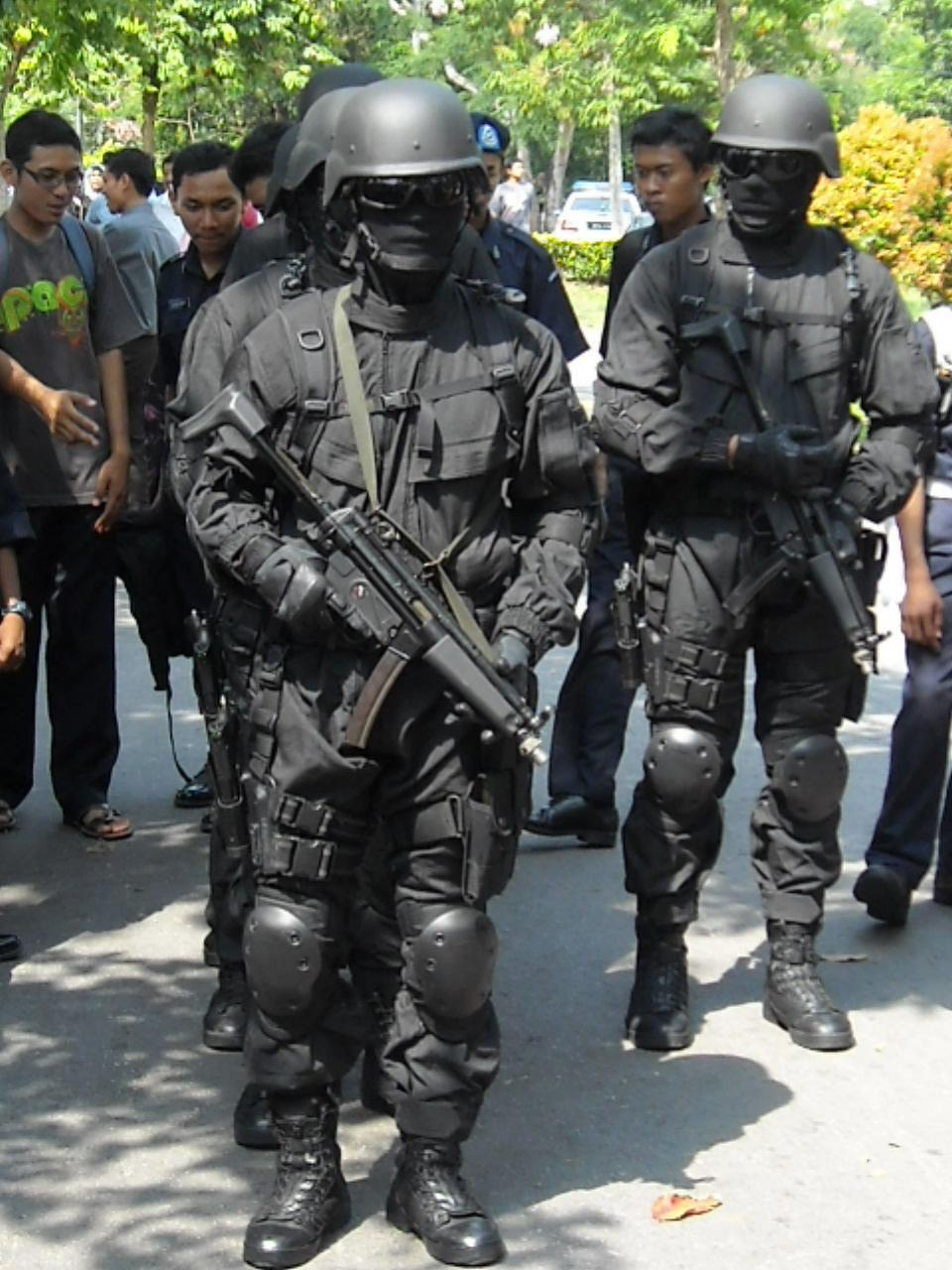
Un UNGERIN de police anti- terreur sur la Communauté surveillant le spectacle du 23 mai, au Muar dans Johore, Malaisie.

L’Unité Gempur Marin (UNGERIN) (En français : L'Unité Marine de Combat) a été créée en 2006 et a été entièrement opérationnelle à la fin 2007. Elle se nommait alors l'Unité Selam Tempur en raison du besoin urgent de supprimer les attaques de pirates dans le secteur côtier de Détroits Malacca et celui du sud de la Mer de Sud, la Chine, la Mer qui inlassablement avaient lieu et ce malgré les efforts entrepris pour surmonter le problème. Les membres ont reçu une formation spéciale par les États-Unis quand il s’est avéré qu’il devait y avoir la constitution d’une unité spéciale pour sécuriser les eaux nationales et proches. La formation de cette unité dépend de la Branche de la Police qui est basée dans la Base Maritime à Kampung Aceh, Sitiawan, Perak et Lahad Datu, Sabah. Elle a un rôle majeur dans le traitement de menaces de pirates, le vol qualifié, l'enlèvement et le détournement de bateaux et des attaques terroristes dans des eaux nationales. Les 30 membres d'UNGERIN sont formés par des instructeurs de la US Navy SEALs et le Garde-côte américain dans Langkawi et Kota Kinabalu et sont armés d'armes spéciales, comme Glock 19, la MP5-Navy et le Colt M4A1 (éventuellement soutenu par les États-Unis) et utilisent la tactique anti-terroriste maritime employée par les unités des commandos de la Marine des États-Unis. Pour la restructuration de l'unité, le nom d'UST a été changé en Unité Gempur Marin ou UNGERIN en 2008. Son but est d'avoir 200 opérateurs de réserve avec UNGERIN.
Dans la première phase, la force spéciale forte de 30 personnes doit suivre une formation dans le Langkawi et Kota Kinabalu, donnée par des instructeurs de la US Navy SEALs. En plus de la formation de plongée de base, ils seront formés avec d'autres formations de base, y compris des guerres tactiques, l'habileté au tir, le tir de précision, le déminage, l'action directe, le sabotage, le contre-terrorisme et la collecte d'information et une formation d'auxiliaire médical, avec les missions spéciales qui sont normalement préparées par des forces spéciales. [3]

#### Unité fédérale de réserve (FRU)

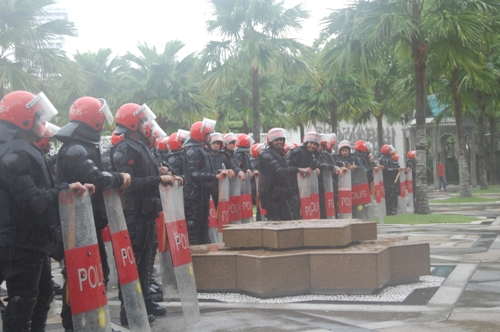
Les unités de police d'émeute de FRU ont été placées aux divers lieux autour de Kuala Lumpur. Une unité était sur le service actif au Masjid Negara.

L'Unité de police anti-émeutes FRU est située en plusieurs endroits autour de Kuala Lumpur. Une Unité était en activité au Masjid Negara. L'Unité Fédérale de Réserve (en malais : Pasukan Simpanan Persekutuan), connue aussi sous l'acronyme FRU. La FRU est formée d'équipes qui sont chargées de disperser les émeutes ou les rassemblements illégaux en Malaisie. Fondée le 5 décembre 1955, il n'y avait alors que 3 troupes dans le premier établissement. La FRU est également impliquée dans d'importantes émeutes comme l'émeute raciale survenue le 13 mai 1969 ou encore a participé à l'opération de capture d'Ibrahim Lybia lors de l'Incident de Memali dans Baling, Kedah qui s'est terminée avec 16 morts dont Ibrahim Lybia et 3 agents de police.
Lors des opérations de sauvetage en cas d’inondation, d’incendie en campagne, de déraillement de train, de glissement de terrain, de crash d’avion…; pour sauver des vies, prévenir le vol et l'infiltration du secteur impliqué, lutter contre le crime en aidant le Chef de Police du District dans le secteur où il y a une nette hausse de la fréquence du taux de crime ou de la criminalité, 
Les opérations massives, comme l’encerclement et la découverte, l’éradication et l’arrestation de groupes extrémistes ou de gangsters, la patrouille intensive et le respect du Couvre-feu.
La FRU dirigée par un Commandant assisté par un Commandant Adjoint, ceux-ci ont en charge le maintien de l'ordre public. Ils sont aidés de quelques Officiers du Personnel et de l’adhésion de la population représentant le quartier de Commandement. Chacune des FRU est dirigée par un Commanding Officer. Toutes les troupes FRU, par un Officier de Troupe. Le centre de formation de la FRU est présidé par un Commandant. Via son unité, le centre de formation de la FRU, a toute approbation pour aider l'administration et est reconnue en tant que groupe du quartier général.
La FRU fut récompensée par l’attribution de fanions en 1971 et en 1997. Le roi de la Malaisie donne ces fanions en récompense pour service rendu à des œuvres de bienfaisance et au service de la FRU pour l’établissement d’une unité pour maintenir l’ordre public national. Pendant les cérémonies officielles où la FRU en tant que corps ou détachement; comme la Garde d'Honneur, la Mess Night de la FRU ou la parade en lien avec les Anniversaires de la Police et les Anniversaires de la FRU, la bannière de la FRU peut être remise et utilisée lors de parade portée par un dirigeant avec l'approbation de l’IGP, le Directeur du KDN'S ou le Commandant de la FRU.

#### Système de mise en œuvre du C4-i

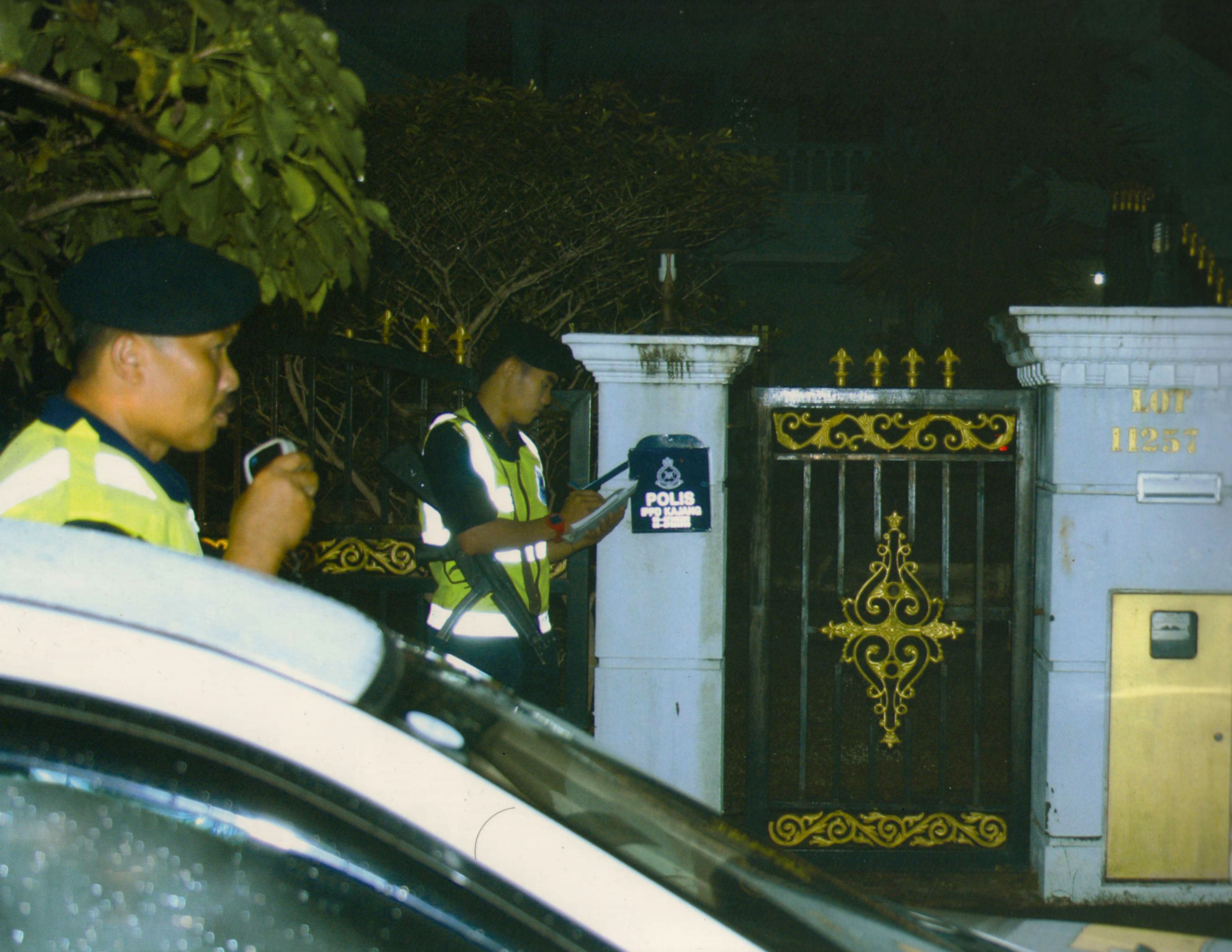
Le personnel de Patrouille de Police contrôlant sur la résidence de propriété de VIP. La patrouille de police unité mobile est une partie du C4-i Système d'Implémentation

Le personnel de Patrouille de la Police contrôle la résidence de propriété de VIP. L'unité mobile de patrouille de police fait partie du Système de Mise en œuvre C4-i (Command, Control, Communications, Computer-Integrated). L'unité est basée au Centre de Contrôle de la Police dans tous les contingents de police en Malaisie. Cette unité est assignée à la patrouille dans la ville et la banlieue. Cette unité a été d'abord établie dans Bukit Aman et Kuala Lumpur est le premier contingent à mettre en œuvre ce système. Cette unité est équipée du système de surveillance en circuit fermé qui est installé dans différents lieux en ville et contrôlé par le Centre de Contrôle du Contingent et chaque voiture de police est aussi équipée du système C4-i connecté à un ordinateur portable. Le C-4i joue aussi un rôle dans la formation Rakan des policiers en 2006 pour favoriser des liens avec la communauté civile. Depuis lors, le taux de criminalité dans des villes majeures a diminué et a donné de bons résultats sur le C4-i et la mise en œuvre de policiers Rakan.

### Branche spéciale
Ce département rassemble toute information liée à la sécurité nationale à la fois aux niveaux national ou international. Ainsi son rôle est d'intercepter toute activité subversive qui pourrait menacer la stabilité nationale, qu'elle soit fomentée par des groupes extrémistes ou de simples individus. Ce département est également chargé de l'obtention tout comme le traitement, l'évaluation et la répartition de l'information vers d'autres départements et organisations. Ce département est divisé en plusieurs branches : renseignements techniques, renseignements sociaux, renseignements extérieurs, renseignements politiques, renseignements économiques et renseignements liés à la sécurité.
La Branche Spéciale est dirigée par un Commissionnaire de Police (CP).

### Département d'enquête de crimes commerciaux
La fonction principale de ce département est l'investigation, l'arrestation et la poursuite des contrevenants en col blanc impliqués dans la fraude, l'abus de confiance, la cybercriminalité, la contrefaçon...
Le Département d'Enquête de Crimes Commerciaux est dirigé par un Commissaire de Police (CP).
Objectif
L'objectif de la division est doublé par la direction supérieure, à savoir :
- Éradiquer le crime commercial sous toutes ses formes.
- Mener les enquêtes et produire l'enquête avec la qualité dans le but de poursuivre le contrevenant dans la cour de justice conformément aux lois.
- Recueillir le maximum de données sur l'offense de crime commercial, pouvant aider dans l'achèvement de l'enquête.
- Garantir l'enquête par l'utilisation de toute l'expertise et de ressources humaines additionnelles nécessaires

## Armements et équipement
Le policier malais dispose normalement d'armes de poing et d'armes longue portée pour les situations difficiles.
| Modèle                       | Nature/Service concernés                                      | Origine     |
| ---------------------------- | ------------------------------------------------------------- | ----------- |
| Beretta 92                   | Pistolet                                                      | Italie      |
| Beretta Px4 Storm            | Pistolet                                                      | Italie      |
| Browning GP                  | Pistolet                                                      | Belgique    |
| Glock 19                     | Pistolet                                                      | Autriche    |
| HK USP                       | Pistolet/RMP Est Malaisie (Compact 9 mm), PGK (Tactical 9 mm) | Allemagne   |
| SIG Sauer P226               | Pistolet                                                      | Suisse      |
| Smith & Wesson M&P           | Revolver                                                      | États-Unis  |
| Walther P99                  | Nouveau PA de la RMP                                          | Allemagne   |
| MP5A2/A3/A4/A5/Navy          | Pistolet-mitrailleur (A2/A3/A4), PGK/UNGERIN (A5/Navy)        | Allemagne   |
| Remington 870                | Fusil à pompe                                                 | États-Unis  |
| Benelli M3 Super 90          | Fusil à pompe/PGK                                             | Italie      |
| Colt M4A11                   | Fusil d'assaut des PGK/UNGERIN                                | États-Unis  |
| Colt M16A1                   | Fusil d'assaut normal de la RMP                               | États-Unis  |
| HK416                        | Fusil d'assaut/PGK                                            | Allemagne   |
| Heckler & Koch G36C          | Fusil d'assaut/VAT 69 PGK                                     | Allemagne   |
| Heckler & Koch PSG-1         | Fusil de précision des PGK/UNGERIN                            | Allemagne   |
| Accuracy International L96A1 | Fusil de précision des PGK/UNGERIN                            | Royaume-Uni |
| Remington 700                | Fusil de précision                                            | États-Unis  |

1 les M4A1 remplaçant progressivement les M16 sont fournies par SME Ordnance

## Récentes opérations

### Braquage à main armée de Al-Mau'nah
Le 2 juillet 2000, 2 juillet 2000, 21 membres du groupe Al-Mau'nah visitent l'avant-poste et le camp du régiment Bn 304 Askar Wataniah au prexte d'une inspection surprise et confisquent les armes des soldats tout comme celles du dépôt d'armes. Ils embarquent une grande quantité d'armes et de munitions, dont 97 fusils d'assaut M16, quatre GPMGS, cinq lanceurs de grenade, 9 095 cartouches de 5,56 millimètres et 60 cartouches de 40 millimètres. Plus tard, le groupe se trouva acculé dans le village de Sauk au Perak et face à l’armée malaise et aux forces royales de police. Les forces spéciales malaises jettent une mèche lente sur Bukit Jenalik. Matthew anak Medan du 21e commando est tué par le groupe et se voit honoré de Pahlawan Gagah Berani. Le dirigeant du groupe et ses membres se rendent au forces spéciales malaisiennes.
Les membres d'Al-Mau'nah sont poursuivis en justice pour « acte de guerre envers le Roi », puis sont le premier groupe reconnu coupable de telles charges en Malaisie. Mohamed Amin Mohamed Razali et ses deux lieutenants, Zahit Muslim et Jamaluddin Darus, sont condamnés à mort. Seize autres sont condamnés à l'emprisonnement à perpétuité. Un employé de la police, le detective korporal Sanghadevan est assassiné pendant l'incident,.

### Incident de Memali
L’incident de Memali a lieu dans le village éloigné de Memali, Baling dans l'État du Kedah le 19 novembre 1985. Un détachement spécial de 200 policiers sous les ordres du Premier ministre par intérim et du ministre de l’Intérieur Musa Hitam étend le siège aux maisons du village de Memali. Les maisons étaient occupées par une secte islamique d'environ 400 personnes menée par Ibrahim Mahmud alias Ibrahim Libya.

### Incident de Bukit Kepong
L'incident de Bukit Kepong est une rencontre armée le 23 février 1950 entre la police et des membres du Parti communiste malais pendant la période pré-indépendance. Ce conflit a eu lieu dans un secteur autour du poste de police de Bukit Kepong dans le Bukit Kepong (en), un poste en bois situé sur les rives du fleuve Muar, à environ 59 km de la ville de Muar au Johor.

### Reprise Mas Selamat Kastari
Le terroriste Mas Selamat Kastari s'échappe de détention à Singapour en 2008 et est recapturé par Bukit Aman et la police de Johore dans son sommeil dans une maison du village isolée de Skudai, à 25 km nord-ouest de Johor Bahru au Johor,. Il est trouvé dans une maison sur pilotis de Tawakal, un petit village avec une population de moins de 100. À 6 heures, environ 30 policiers armés entourent la maison et ordonnent à Mas Selamat de sortir. Il est arrêté avec deux autres personnes, Abdul Matin and Johar Hassan, à la suite d'informations des services de renseignements indonésiens et singapouriens.
Le le ministre de l’Intérieur Hishammuddin Hussein et l'inspecteur-général de la police de Putrajaya Musa Hassan confirment l'arrestation de Mas Selamat selon l'acte de sécurité interne. Hishammuddin refuse des détails, justifiant que c'est une affaire sensible qui implique les agences d'intelligence de Singapour, d'Indonésie et de Malaisie. Musa déclare que l'arrestation a été rendue possible par la coopération policière entre Singapour, l’Indonésie et la Malaisie,.

## Avis de recherches et Récompenses pécuniaires
Bien que les avis de recherche existent déjà, il y a un sentiment public que les avis de recherche pourraient participer plus largement à la résolution et à la dissuasion des crimes. À part être placés plus en évidence à l'intérieur tout comme à l'extérieur des commissariats, on pourrait les trouver dans tous les bureaux de poste, sur les arrêts des bus, les terminus des taxis, les aires d'attente dans les aéroports, à l'extérieur des toilettes publiques, les hôpitaux privés et publics, les cliniques, les écoles privées et publiques, les entrées des parkings publics, les centres commerciaux, les téléphones publics...
Ceux-ci devraient être mis à jour au moins sur une base trimestrielle. Des avis de recherche spéciaux, avec des détails plus importants que ceux inscrits sur les affiches pourraient être donnés aux conducteurs de bus, les receveurs, les vendeurs de tickets de bus, les agents de voyage, le personnel des cabines de péage, les équipages des compagnies aériennes intérieures, du personnel de sécurité des supermarchés, le personnel des stations services, le personnel des restaurants et des hôtels, le personnel de cantine officiant dans la remise de boissons, la réception des centres commerciaux et le personnel de sécurité, le personnel des attractions publiques, les sociétés de surveillance privées... Ceux-ci pourraient agir comme des yeux supplémentaires et des oreilles pour la police. De plus grandes motivations financières devraient être annoncées pour ceux qui aideraient la police avec leurs enquêtes.

## Dans la culture populaire
- Bukit Kepong — Film malais avec Jins Shamsuddin
- Bayangan Maut — Malay film malais avec Dato' Yusof Haslam
- Police Story 3 — film en cantonais de Hong Kong. Jackie Chantient le premier rôle
- Haute Voltige — film de Hollywood film avec Sean Connery et Catherine Zeta-Jones
- Don : La Chasse à l'homme (film, 2006) — Bollywood– The Chase Begins Again (2006) — Film de Bollywood avec Shahrukh Khan et Shaharudin Thamby (acteurs malaisiens)

## Proposition de décentralisation et d'un bureau de police fédéral
À cause de la critique publique faisant part du manque de professionnalisme de la police (incidents, meurtres) et dans l'incapacité de repousser le crime, quelques propositions ont été avancées pour réformer et restructurer la police royale de la Malaisie.
Ainsi, il a été suggéré de régionaliser la police comme le FBI tout en gardant une unité nationale.
À Johor par exemple il pourrait y avoir une police propre à l'État de Johor et dans Pahang il pourrait y avoir de police propre à l'État de Pahang. La force de police dans le territoire fédéral de Labuan pourrait simplement être appelée « police de Labuan », tandis que la force de police dans la capitale pourrait être « police de ville de Kuala Lumpur ».
Il devrait toujours exister une police, qui pourrait être celle de la route, pour laquelle les frontières d'état ne seraient pas une frontière, de même il pourrait y avoir des dispositions pour que la police d'état ne tienne pas compte des frontières d'état en cas de problèmes graves.
Naturellement, il devrait toujours subsister un degré d'intégration et de coopération entre chacune des forces de police d'état. Une autre suggestion est que le mot « royal » soit abandonné. Non seulement parce que des membres des familles royales malaisiennes ne sont pas enclins à être associés aux incompétences ou au manque de professionnalisme de quelques membres de la force de police mais aussi parce que l'adjectif ne révèle pas un rôle de la police, des fonctions et des responsabilités de la police en Malaisie. La police est redevable envers le public plutôt qu'envers les familles royales. La question la plus importante pourrait être le maintien de l'ordre au sein même de la police et de cibler les personnes qui ternissent la police. Chaque force pourrait avoir un bureau des plaintes relatifs à la police et un Comité de responsabilité avec les membres extérieurs (avocats, ex-avocats et ex-juges).